# Горње Ондомозеро
Горње Ондомозеро (рус. Верхнее Ондомозеро) велико је слатководно језеро ледничког порекла смештено у јужном делу Мурманске области, на крајњем северозападу европског дела Руске Федерације. Језеро се налази у југоисточном делу Кољског полуострва, а административно припада Терском рејону. Са Белим морем, чија обала се налази 32 км јужније, повезано је преко слива реке Чавањге.
Горње Ондомозеро налази се у источном делу Терског рејона, у подручју јединственог језерско-мочварног комплекса у ком се налази неколико језерских акваторија (друга по величини је језеро Доње Ондомозеро). Подручје је јако замочварено, а дубина мочварног тла на том подручју је и до 1,5 метара. Обале језера су доста ниске и равне. Језеро је доста издужено у смеру север-југ у дужини од око 15 километара, док је максимална ширина до 7 километара. Површина језерске акваторије је 55 км², а површина језера налази се на надморској висини од 165 метара. Подручје које отиче ка Горњем Ондомозеру обухвата територију површине 346 км².